# Money Train
Money Train ist ein US-amerikanischer Actionfilm aus dem Jahr 1995.

## Handlung
Zwei Cops der New York City Transit Police, John und Charlie, die undercover in der New Yorker U-Bahn arbeiten, bekommen eine neue Kollegin, Grace Santiago, zugeteilt, die das Leben der Adoptivbrüder ziemlich durcheinanderwirbelt.
Als Charlie aufgrund seiner Spielschulden gehörig in der Klemme sitzt, gibt ihm John seine Ersparnisse, damit Charlie seine Schulden begleichen kann. Das Geld wird in der U-Bahn gestohlen. Charlie streitet mit seinem Chef, Donald Patterson, der ihn feuert. Kurz darauf wird John, der sich für seinen Bruder einsetzt, ebenfalls entlassen.
Charlie beschließt, einen Geldzug in der U-Bahn zu überfallen. John will seinen Bruder von der Tat abhalten, erreicht ihn aber erst, nachdem dieser den Geldzug entführte.
Patterson versucht, den Zug zu stoppen. Dabei nimmt er einen Zusammenstoß des Geldzuges mit einem nicht umgeleiteten Personenzug der U-Bahn in Kauf. John und Charlie springen auf den Personenzug, kurz bevor der Geldzug entgleist. Patterson lässt die Zugtrümmer durchsuchen. John und Charlie tun so, als ob sie gerade angekommen wären, als sie von der Zugentführung gehört haben. Patterson erinnert sie daran, dass sie keine Polizisten mehr sind und will sie verhaften lassen. Die soeben angekommene Santiago verhaftet stattdessen Patterson wegen der Gefährdung des Lebens der Fahrgäste.
John und Charlie verlassen die U-Bahn-Station. Es stellt sich heraus, dass Charlie unter seiner Kleidung einige Geldsäcke versteckte.

## Rezeption
Das Lexikon des internationalen Films kritisierte, dass Money Train eine äußerst schlicht angelegte Actionkomödie sei, die die fehlende Komik durch übermäßiges Reden zu kompensieren versuche und sich allzu einfallslos in den konventionellen Handlungsbahnen des Genres bewege. Laut der Fernsehzeitschrift TV Spielfilm vergällt der lahme Witz einem dieses Buddymovie, dessen Finale zu spät loskrache.
Rotten Tomatoes verzeichnete bei 32 ausgewerteten Kritiken nur 7 positive.
Der Film erwies sich an den Kinokassen als Flop und spielte bei einem geschätzten Budget von 68 Mio. US-Dollar lediglich 35 Mio. US-Dollar an den US-amerikanischen Kinokassen ein. Jennifer Lopez wurde für den NCLR Bravo Award nominiert.

## Synchronisation
Die deutschsprachige Synchronisation entstand bei der RC Production Rasema Cibic nach einem Dialogbuch von Andreas Pollak, der auch die Dialogregie übernahm.
| Darsteller/in    | Deutsche Synchronstimme | Rolle                           |
| ---------------- | ----------------------- | ------------------------------- |
| Wesley Snipes    | Torsten Michaelis       | John                            |
| Woody Harrelson  | Michael Schernthaner    | Charlie                         |
| Jennifer Lopez   | Nana Spier              | Grace Santiago                  |
| Robert Blake     | Joachim Kerzel          | Donald Patterson                |
| Enrico Colantoni | Bernd Schramm           | Dooley                          |
| Vincent Patrick  | Gerd Holtenau           | Frank                           |
| Skipp Sudduth    | Till Hagen              | Kowalski                        |
| Scott Sowers     | Matthias Klages         | Mr. Brown                       |
| Joe Grifasi      | Hans Klima              | Riley                           |
| Chris Cooper     | Joachim Tennstedt       | Torch                           |
| Bill Nunn        | Tilo Schmitz            | Wagenführer (verunglückter Zug) |

## Hintergründe
Bereits in American Wildcats und Weiße Jungs bringen’s nicht standen Wesley Snipes und Woody Harrelson gemeinsam vor der Kamera. Ein ähnliches Thema hat der französische Film La Grosse Caisse von 1965, der im Metronetz von Paris spielt. Der Filmwaggon des Showdowns kann heute im Coney Island Yard-Museum besichtigt werden.